# Rac à Rac
Rac à Rac, ook wel Rak a Rak, is een voormalige suikerplantage aan de Surinamerivier in de kolonie Suriname. In het Sranan Tongo luidde haar naam Bigi-Rakraki. 

## Plantage
De plantage was gelegen aan de Boven-Suriname in het afvaren aan de rechterzijde, grenzend stroomopwaarts aan plantage Portorico, stroomafwaarts aan suikerplantage Groot Chatillon.
In 1770 was plantage Rac à Rac 1.574 Surinaamse akkers groot, ongeveer 676 hectare. Later werd het areaal wat kleiner. Er werd suikerriet verbouwd. De plantage had aldoor een groot aantal eigenaren.
In oktober 1775 werd Rac à Rac aangevallen door marrons onder leiding van Boni.
In 1858 beschikte de plantage over een suikermolen op waterkracht (watermolen) en 76 niet-vrije bewoners, waarvan 37 van het mannelijke en 39 van het vrouwelijke geslacht.

## Eigendomssituaties
(naar jaar)
- 1737: Samuel Verhulst
- 1770: I.W. Pichot
- 1793-1795: boedel C. A. de Lande (niet verdeelde erfenis)
- 1819: erven A. van den Lande 3/4 en A. Nieuhoff 1/4
- 1826: boedel C.v.d. Leende 3/4, erven Niehoff 1/4
- 1837: erven Jackson 3/8, v.d. Landen 3/8 en erven A. Niehof ¼
- 1858: erven Jackson, erven Van den Landen en J. Zaal
- 1863: diverse eigenaren

## Emancipatie
Bij de afschaffing van de slavernij in Suriname in 1863 werden op plantage Rac à Rac 38 slaven vrijgemaakt, waarbij 12 nieuwe familienamen werden geboekstaafd, te weten: Gieter, Grief, Jarme, Kierse, Mansa, Mug, Mutte, Nuts, Roest, Sendar, Tob en Wilt.